# Nlongkak
Nlongkak est un quartier populaire de la commune d'arrondissement de Yaoundé I, subdivision de la Communauté urbaine de Yaoundé. Il constitue le chef-lieu du 1er arrondissement de la ville de Yaoundé, capitale du Cameroun.

## Historique
Nlongkak, en langue ewondo, est formé de deux termes «Nlong» signifiant "ligne de..." ou "rang de..." et «kak» qui renvoie au bœuf. Nlongkak désigne littéralement la ligne de bœufs.

## Géographie
Nlongkak est limitrophe des quartiers Mfoundassi, Djoungolo, Bastos et Mballa,.

## Institutions

### Administration
- Maire de Yaoundé I[4]
- Sous-préfecture de Yaoundé I[5]
- Délégation Générale à la Sûreté Nationale (DGSN)
- Brigade de la Gendarmerie de Nlongkak
- Chefferie traditionnelle de Nlongkak

### Éducation
- Institut Matamfen de Nlongkak
- Ecole Primaire d'Application de Nlongkak 2
- Ecole Primaire Camp Sic de Nlongkak
- Foyer-école des enfants aveugles, malvoyants et abandonnés Daniel Rouffignac

### Santé
- Centre Médical le Jourdain

## Lieux de culte
- Paroisse EEC (Église Évangélique du Cameroun) de Nlongkak

## Lieux populaires
- Rond-point Nlongkak
- Bata Nlongkak